# Isabelle de Reviers
Isabelle de Reviers (1237-novembre 1293), était comtesse de Devon de 1282 à sa mort et baronne de Plympton. Elle est la fille de Baudouin de Reviers, 6e comte de Devon et sœur de Baudouin de Reviers, 7e comte de Devon, ainsi que la dernière de la famille de Reviers en Angleterre et à être comtesse de Devon.

## Biographie

### Enfance et mariage
Née en 1237, Isabelle était la fille aînée de Baudouin de Reviers. Fille de haute noblesse, elle pouvait être assurée d'un riche mariage... Et n'avoir rien à redire dessus.
Guillaume III de Forz (†1260), comte d'Aumale, l'épousa à l’âge de 11 ou 12 ans. Isabelle et lui eurent beaucoup d'enfants — quatre garçons et deux filles. En 1260, elle est veuve à 23 ans.

### Une femme puissante
À l'âge de 26 ans, Isabelle hérite non seulement des terres et du titre de son mari, mais aussi de la succession de son frère Baudouin, décédé sans enfant en 1262. Il s'agissait notamment de la seigneurie de l'île de Wight, ainsi que des terres dans le Devon et le Hampshire. Elle possédait donc beaucoup de terre, ce qui faisait d'elle une femme exceptionnellement puissante. Elle a choisi de faire du château de Carisbrooke, sur l'île de Wight, sa résidence principale, la transformant en un cadre qui lui était propre. Beaucoup choses furent aménagés durant sa vie, car les bâtiments étaient modifiés, agrandis ou construits.
En tant que riche veuve, Isabelle était convoitée par d'autres. Mais le veuvage a également apporté un certain degré d'autorité juridique et une sécurité financière. Alors sans surprise, Isabelle se trouva bientôt poursuivie par des prétendants - mais elle leur résista avec acharnement. En 1264, le jeune Simon V de Montfort a le droit de l'épouser par le roi Henri III. Il a essayé de l'enlever et, pour lui échapper, elle a été forcée de se cacher un certain temps dans le Hampshire, puis de trouver refuge au Pays de Galles quand il a continué de la poursuivre. En 1268, Henri III accorde à son fils Edmond de Lancastre, le droit de l'épouser, mais sans succès.

### Isabelle face au roi
Isabelle avait 33 ans et contrôlait ses terres et ses biens. Quand Aveline, dernière survivante de tous les enfants, est décédée en 1274, Isabelle dû faire face au roi lui-même. L’île de Wight était convoitée pour sa position stratégique et pour sa richesse : c'était une cible de choix pour le roi qui voulait agrandir son territoire. Mais si elle avait résisté aux tentatives de remariages, elle décida de résister.
Édouard réussi à acquérir les terres du nord et le comté d'Aumale en trouvant (sans donner d'explications) un  prétendu héritier, Jean d'Eston, à la mort d'Aveline en 1274, qui passa ses territoires acquis au roi. Mais malgré tous ses efforts pour s'emparer de ses vastes propriétés du sud, elle refusa à deux reprises de les lui vendre et en 1281, elle prouva devant les tribunaux que l'île de Wight lui appartenait de plein droit.

### Fin de vie
En novembre 1293, Isabelle tomba gravement malade en voyageant à Canterbury et mourut à son manoir de Stockwell, à Londres. Les émissaires du roi se sont précipités à son chevet. Là, le principal conseiller du roi d'Édouard, l'évêque Gauthier Langton, lui a lu une charte qui confirmait la vente de l'île de Wight et d'autres terres dans le Devon et le Hampshire au roi. La comtesse mourante a apparemment ordonné à sa femme de chambre d'accepter de sceller l'accord. Elle reçut le dernier sacrement le même jour, mourant avant l'aube le lendemain.
Avec la disparition de l’une des femmes les plus riches et les plus puissantes de son temps, les terres d’Isabelle ont été transférées à la Couronne, l’indépendance de l’île de Wight a pris fin... Et les Courtenay, cousins éloignés, n'eurent pas toutes les terres d'Isabelle, ce que réclama Hugues de Courtenay, sans succès.

## Descendance
- Guillaume[6] (1220-23 mai 1260) qui épousa Christine FitzAlan[7] (v.1214-v.1246).
- Téron[8] (entre 1250 et 1260-1260)
- Jean[9] (v. 1250-av. 11 août 1260)
- Thomas[10] (9 septembre 1253-6 avril 1269)
- Aveline[11] (20 janvier 1258-10 novembre 1274) en 1269, elle épousa finalement Edmond de Lancastre, à 10 ans, avant de mourir à 15 ans, sans enfant. Le prince se remaria avec Blanche d'Artois.
- Amice (ou Avice ou Anne)[12],[13] (1257-5 avril 1269)

## Légende
Une légende veut que, rencontrant un pauvre homme, Isabelle lui demande ce qui se trouve dans son panier, dont le drap qui le recouvre bouge. Il dit que ce sont des chiots ; alors voulant les voir, Isabelle découvre que ce sont sept de ses enfants qu'il voulait noyer, par manque de moyens. Après réflexion sur son manque de morale, Isabelle les adopta pour s'assurer de leur éducation et qu'ils aient chacun un bon travail durant leur vie.